# Ancornallis cristatus
Ancornallis cristatus là một loài bọ cánh cứng trong họ Cerambycidae.